# Canton de Sedan-1
Le canton de Sedan-1 est une circonscription électorale française du département des Ardennes, créée par le décret du 21 février 2014 et entrée en vigueur lors des élections départementales de 2015.

## Histoire
Un nouveau découpage territorial des Ardennes entre en vigueur en mars 2015, défini par le décret du 13 février 2014, en application des lois du 17 mai 2013 (loi organique 2013-402 et loi 2013-403). Les conseillers départementaux sont, à compter de ces élections, élus au scrutin majoritaire binominal mixte. Les électeurs de chaque canton élisent au Conseil départemental, nouvelle appellation du Conseil général, deux membres de sexe différent, qui se présentent en binôme de candidats. Les conseillers départementaux sont élus pour six ans au scrutin binominal majoritaire à deux tours, l'accès au second tour nécessitant 12,5 % des inscrits au premier tour. En outre la totalité des conseillers départementaux est renouvelée. Ce nouveau mode de scrutin nécessite un redécoupage des cantons dont le nombre est divisé par deux avec arrondi à l'unité impaire supérieure si ce nombre n'est pas entier impair, assorti de conditions de seuils minimaux. Dans les Ardennes, le nombre de cantons passe ainsi de 37 à 19. Le canton de Sedan-1 fait partie des dix nouveaux cantons du département, les neuf autres cantons portant la dénomination d'un ancien canton, mais avec des limites territoriales différentes.

## Représentation
| Période élective | Période élective | Mandat | Mandat   | Identité                 | Nuance | Nuance | Qualité                                                                                       |
| ---------------- | ---------------- | ------ | -------- | ------------------------ | ------ | ------ | --------------------------------------------------------------------------------------------- |
| 2015             | 2021             | 2015   | 2021     | Jean Godard              |        | LR     | Retraité artisan commerçant chef d'entreprise Ancien premier adjoint au maire de Wadelincourt |
| 2015             | 2021             | 2015   | 2021     | Évelyne Welter           |        | DVD    | Infirmière, Donchery Vice-présidente du Conseil départemental                                 |
| 2021             | 2028             | 2021   | en cours | Jean Godard              |        | DVD    | Conseiller sortant                                                                            |
| 2021             | 2028             | 2021   | en cours | Inès Regnault de Montgon |        | HOR    | Conseillère municipale de Sedan                                                               |

### Résultats détaillés

#### Élections de mars 2015
À l'issue du 1er tour des élections départementales de 2015, deux binômes sont en ballottage : Jean Godard et Évelyne Welter (Union de la Droite, 36,97 %) et Amélie Lesage et Jérôme Ptak (FN, 34,04 %). Le taux de participation est de 45,15 % (4 521 votants sur 10 013 inscrits) contre 48,72 % au niveau départemental et 50,17 % au niveau national.
Au second tour, Jean Godard et Évelyne Welter (Union de la Droite) sont élus avec 61,3 % des suffrages exprimés et un taux de participation de 45,72 % (2 447 voix pour 4 362 votants et 9 541 inscrits).

#### Élections de juin 2021
Le premier tour des élections départementales de 2021 est marqué par un très faible taux de participation (33,26 % au niveau national). Dans le canton de Sedan-1, ce taux de participation est de 27,31 % (2 539 votants sur 9 296 inscrits) contre 31,87 % au niveau départemental. À l'issue de ce premier tour, deux binômes sont en ballottage : Jean Godard et Inès Regnault de Montgon (Union au centre et à droite, 34,02 %) et Virginie Andrezejeusky et Patrice Legrand (RN, 25,34 %).
Le second tour des élections est marqué une nouvelle fois par une abstention massive équivalente au premier tour. Les taux de participation sont de 34,3 % au niveau national, 32,73 % dans le département et 27,38 % dans le canton de Sedan-1. Jean Godard et Inès Regnault de Montgon (Union au centre et à droite) sont élus avec 67,26 % des suffrages exprimés (1 551 voix pour 2 543 votants et 9 287 inscrits),,.

## Composition
| Nom                           | Code Insee | Intercommunalité     | Superficie (km2) | Population (dernière pop. légale)               | Densité (hab./km2) | Modifier                                    |
| ----------------------------- | ---------- | -------------------- | ---------------- | ----------------------------------------------- | ------------------ | ------------------------------------------- |
| Sedan (bureau centralisateur) | 08409      | CA Ardenne Métropole | 16,28            | Fraction : 5 216 (2022) Commune : 16 727 (2022) | 1 027              | modifier les données · modifier les données |
| Cheveuges                     | 08119      | CA Ardenne Métropole | 8,90             | 470 (2022)                                      | 53                 | modifier les données · modifier les données |
| Donchery                      | 08142      | CA Ardenne Métropole | 27,36            | 1 989 (2022)                                    | 73                 | modifier les données · modifier les données |
| Noyers-Pont-Maugis            | 08331      | CA Ardenne Métropole | 9,32             | 670 (2022)                                      | 72                 | modifier les données · modifier les données |
| Saint-Aignan                  | 08377      | CA Ardenne Métropole | 7,74             | 151 (2022)                                      | 20                 | modifier les données · modifier les données |
| Thelonne                      | 08445      | CA Ardenne Métropole | 3,84             | 404 (2022)                                      | 105                | modifier les données · modifier les données |
| Villers-sur-Bar               | 08481      | CA Ardenne Métropole | 5,45             | 240 (2022)                                      | 44                 | modifier les données · modifier les données |
| Vrigne aux Bois               | 08491      | CA Ardenne Métropole | 22,57            | 3 524 (2022)                                    | 156                | modifier les données · modifier les données |
| Wadelincourt                  | 08494      | CA Ardenne Métropole | 4,22             | 447 (2022)                                      | 106                | modifier les données · modifier les données |
| Canton de Sedan-1             | 0814       |                      |                  | 13 111 (2022)                                   |                    | modifier les données                        |

Le canton de Sedan-1 comprend à sa création :
1. Dix communes entières,
2. La partie de la commune de Sedan située à l'ouest d'une ligne définie par l'axe des voies et limites suivantes : depuis la limite territoriale de la commune de Floing, cours de la Meuse, ligne droite dans le prolongement du boulevard Fabert, boulevard Fabert, cours de la Meuse, jusqu'à la limite territoriale de la commune de Wadelincourt.

À la suite du décret du 5 mars 2020, la commune nouvelle de Chémery-Chéhéry est entièrement rattachée au Canton de Vouziers.

## Démographie
En 2022, le canton comptait 13 111 habitants, en évolution de −5,66 % par rapport à 2016 (Ardennes : −2,97 %, France hors Mayotte : +2,11 %).
| 2013   | 2018   | 2022   |
| ------ | ------ | ------ |
| 14 334 | 13 609 | 13 111 |